# Sashalom
Sashalom est un quartier situé dans le 16e arrondissement de Budapest. 